# Liste der deutschen Botschafter in der Dominikanischen Republik
Die Liste der deutschen Botschafter in der Dominikanischen Republik enthält alle Botschafter der Bundesrepublik Deutschland in der Dominikanischen Republik. Sitz der Botschaft ist in Santo Domingo.

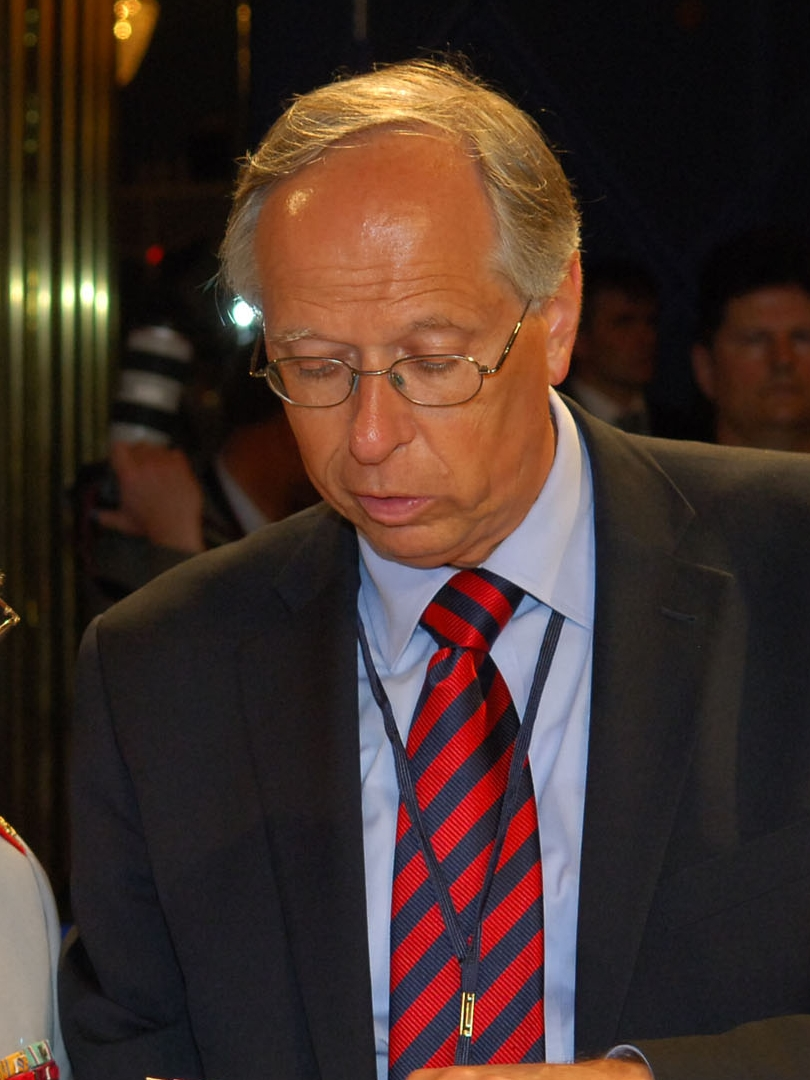
Edmund Duckwitz (2007)

| Name                            | Amtszeit  | Anmerkungen                            |
| ------------------------------- | --------- | -------------------------------------- |
| Günther Bock                    | 1954–1957 | bis 1955 Gesandter, danach Botschafter |
| Karl-Gustav Wollenweber         | 1957–     |                                        |
| Wilhelm Helmuth van Almsick     | 1960–1965 |                                        |
| Karl Graf von Spreti            | 1966–1968 |                                        |
| Hans Peter Hoppe                | 1969–1975 |                                        |
| Hans-Henning Wolter             | 1975–1980 |                                        |
| Günter Fuhrmann                 | 1980–1983 |                                        |
| Ulrich Schöning                 | 1983–1986 |                                        |
| Wolfgang Schultheiss            | 1986–1989 |                                        |
| Robert Laub                     | 1989–1992 |                                        |
| Edmund Duckwitz                 | 1992–1996 |                                        |
| Immo von Kessel                 | 1996–1999 |                                        |
| Eva Alexandra Gräfin Kendeffy   | 1999–2004 |                                        |
| Karl A. Köhler                  | 2004–2007 |                                        |
| Christian Germann               | 2007–2011 |                                        |
| Thomas Bruns                    | 2011–2013 |                                        |
| Victoria Zimmermann von Siefart | 2013–2015 |                                        |
| Sabine Bloch                    | 2015–2018 |                                        |
| Volker Pellet                   | 2018–2022 |                                        |
| Maike Friedrichsen              | seit 2022 |                                        |